# 발칙하게 고고
《발칙하게 고고》는 2015년 10월 5일부터 2015년 11월 10일까지 방영된 한국방송공사 월화 미니시리즈이다.

## 줄거리
인기 파워블로거 더염군(염군)의 아름답지만은 않았던 자율형 사립 고등학교 재학시절의 경험을 배경으로 고등학교 내 두 동아리반의 통폐합이라는 해프닝을 통해 위선과 부조리로 가득하고 생존을 위한 경쟁만을 강조하는 학교 안의 풍경을 그렸다.

## 등장인물

### 주요 인물
- 정은지 : 강연두 역
- 이원근 : 김열 역
- 채수빈 : 권수아 역
- 차학연 : 하동재 역
- 지수 : 서하준 역

### 리얼 킹
- 김민호 : 민효식 역
- 강민아 : 박다미 역
- 손범준 : 차승우 역
- 오운 : 준수 역
- 박유나 : 김경은 역

### 백호
- 신재하 : 최태평 역
- 정해나 : 한재영 역
- 강구름 : 김나연 역

### 교무실
- 김지석 : 양태범 역
- 박해미 : 최경란 역
- 인교진 : 임수용 역

### 학부모 상담실
- 김여진 : 박선영 역
- 최덕문 : 김병재 역
- 고수희 : 최현미 역
- 길해연 : 이실장 역

### 그 외 인물
- 이미도 : 남정아 역
- 조원희 : 서병준 역
- 조모세
- 하연우
- 윤미향
- 설지윤
- 오정원
- 이태검 : 오PD역
- 최윤준
- 고인범 : 세빛고 이사장 역
- 이재욱
- 강두리
- 임강헌 : 농구부 역

## 시청률
최저 시청률과 최고 시청률은 시청률 조사회사와 지역별로 시청률에 차이가 있을 수 있습니다.
| 2015년      | 2015년      | 2015년         | 2015년       | 2015년         | 2015년       |
| 회차        | 방송일      | TNmS 시청률    | TNmS 시청률  | AGB 시청률     | AGB 시청률   |
| 회차        | 방송일      | 대한민국(전국) | 서울(수도권) | 대한민국(전국) | 서울(수도권) |
| ----------- | ----------- | -------------- | ------------ | -------------- | ------------ |
| 제1회       | 10월 5일    | 3.1%           | 3.5%         | 2.2%           | 2.4%         |
| 제2회       | 10월 6일    | 4.1%           | 4.6%         | 3.2%           | 3.5%         |
| 제3회       | 10월 12일   | 3.5%           | 3.9%         | 3.3%           | 3.7%         |
| 제4회       | 10월 13일   | 4.0%           | 4.3%         | 3.8%           | 4.2%         |
| 제5회       | 10월 19일   | 4.0%           | 4.1%         | 2.9%           | 3.2%         |
| 제6회       | 10월 20일   | 4.2%           | 4.4%         | 3.5%           | 3.7%         |
| 제7회       | 10월 26일   | 4.3%           | 4.7%         | 4.3%           | 4.6%         |
| 제8회       | 10월 27일   | 4.4%           | 4.9%         | 3.6%           | 4.1%         |
| 제9회       | 11월 2일    | 4.1%           | 4.2%         | 3.0%           | 3.3%         |
| 제10회      | 11월 3일    | 4.5%           | 4.8%         | 3.5%           | 3.7%         |
| 제11회      | 11월 9일    | 3.8%           | 4.0%         | 3.4%           | 3.6%         |
| 제12회      | 11월 10일   | 4.1%           | 4.4%         | 4.2%           | 4.5%         |
| 평균 시청률 | 평균 시청률 | 4.0%           | 4.3%         | 3.4%           | 3.7%         |

## 수상 경력
- 2015년 KBS 연기대상 여자 신인연기상 채수빈

## 동시간대 드라마
MBC 월화드라마
- 화려한 유혹 (2015년 10월 5일 ~ 2016년 3월 22일)

SBS 월화드라마
- 육룡이 나르샤 (2015년 10월 5일 ~ 2016년 3월 22일)